# Pau d'Antàlcides
La pau d'Antàlcides va ser un acord general de pau imposat per Pèrsia el 387 aC, però sota influència de les conveniències d'Esparta. Tiribazos, sàtrapa persa, va convocar als diferents estats grecs i als espartans, amb gran alegria per part de tots pel fet que suposava posar fi a la guerra, per proposar els acords de pau. Va ser comunicada als estats grecs l'hivern del 387 al 386 aC. Esparta i Atenes van acceptar l'acord el 386 aC, i fins més tard no el van signar Tebes i el govern unit d'Argos i Corint.
Els termes de la pau, elaborats amb una gran magnificència reial, deien: "Artaxerxes el rei pensa que és just que les ciutats d'Àsia li pertanyin a ell mateix, així com les illes de Clazòmenes i Xipre; però totes les altres ciutats gregues, petites o grans, hauran de ser independents, excepte Lemnos, Imbros i Sciros que hauran de pertànyer com ha estat sempre a Atenes. Si alguna part no accepta aquesta pau, jo li faré la guerra, fins que acceptin la pau en aquests termes, per terra i per mar, amb vaixells i amb diners", segons diu Xenofont.
El nom el va rebre de l'ambaixador espartà i instigador d'aquesta pau, Antàlcides, que amb la seva hàbil diplomàcia va beneficiar els interessos d'Esparta.